# اضطراب التوحد في الصين
اضطراب طيف التوحد هو اضطراب عصبي يؤثر على التفاعل الاجتماعي والتواصل وما إلى ذلك. وقد لوحظ هذا الاضطراب في جميع أنحاء العالم.
يبلغ معدل انتشار مرض التوحد حوالي 1٪ بين سكان الصين. منذ عام 2006، وعندما يُتعرف على التوحد لأول مرة على أنه إعاقة عصبية، أصدرت الصين عددًا من القوانين لضمان خدمة الدولة وإدراج الأفراد المصابين بالتوحد.
يتكيف تشخيص التوحد في الصين مع العديد من أدوات التقييم الدولية والإجراءات التي يقوم بها الطبيب النفسي. ومع ذلك، هناك أوجه قصور تتعلق بنقص التشخيص والتشخيص الخاطئ.
المدارس العامة ومدارس التربية الخاصة هما مساران محتملان للأطفال المصابين بالتوحد لتلقي التعليم. ومع ذلك، وبسبب الافتقار إلى التدريب المهني على تدخل التوحد في تلك المؤسسات والرفض المتكرر، يرسل معظم الآباء أطفالهم إلى مراكز العلاج الخاصة، وهي مكلفة.
هناك العديد من المنظمات غير الحكومية في الصين التي أنشئت بهدف توفير تدخلات التوحد وتدريب الوالدين، بالإضافة إلى تحسين الرفاه العاطفي لكل من الأطفال والآباء.
أخيرًا، كان هناك دعم اجتماعي وتغطية إعلامية متزايدة لمرض التوحد، بالإضافة إلى أغنيات وأفلام التوعية بالتوحد في العقد الماضي، لا سيما اليوم العالمي للتوعية بالتوحد .

## علم الأوبئة
وجدت الدراسات أن معدل انتشار التوحد في الصين يتراوح بين 0.26٪ إلى 1٪، وهو ما يعادل حوالي 3.9 مليون إلى 14.5 مليون من أصل 1.4 مليار فرد.
ومع ذلك، اقترح العديد من الباحثين، المحليين والدوليين التقليل من هذه التقديرات، للأسباب التالية:
1)أن معظم هذه الدراسات شملت فقط السكان في مدارس التربية الخاصة وليس في المدارس العامة.
2) لم تستخدم معظم الدراسات طرق الفحص أو التشخيص المعاصرة.
3) يرتبط تقليل النسبة أيضًا بنقص التشخيص والتشخيص الخاطئ بسبب نقص الوعي بالتوحد بين المهنيين الصينيين، وخاصة الأطباء النفسيين.
لذلك، قد يكون معدل انتشار التوحد المقدر بـ 1٪ أكثر دقة، والنسبة المئوية تزداد كل عام. الدول الغربية مثل الولايات المتحدة ودول آسيوية أخرى مثل كوريا الجنوبية التي أبلغت عن معدلات انتشار مماثلة أو أعلى لمرض التوحد.

## القوانين المتعلقة بحقوق الأفراد المصابين بالتوحد
| تاريخ وضع القانون                | اسم القانون                                                              | تفاصيل |
| -------------------------------- | ------------------------------------------------------------------------ | --- |
| 1986                             | قانون التعليم الإلزامي                                                   | يتطلب من المدارس العامة قبول الطلاب ذوي الإعاقة.                                                                                               |
| 1990                             | قانون جمهورية الصين الشعبية بشأن حماية الأشخاص ذوي الإعاقة               | يهدف إلى حماية تشريعية إضافية للأشخاص ذوي الإعاقة.                                                                                             |
| 1996-2000 ، 2001-2005، 2006-2010 | الخطط الخمسية التاسعة والعاشرة والحادية عشرة للصين                       | خطط زيادة الخدمات للأشخاص ذوي الإعاقة. |
| 2006                             | برنامج التنمية الصيني "الخمسي الحادي عشر" للمعاقين.                      | تم الاعتراف بالتوحد رسميًا على أنه إعاقة عصبية.                                                                                                 |
| 2008                             | تعديلات على "قانون جمهورية الصين الشعبية بشأن حماية الأشخاص ذوي الإعاقة" | تنص على مسؤولية الأمة عن "حقوق التعافي والتعليم والتوظيف والمشاركة الاجتماعية" للأشخاص ذوي الإعاقة، والتي تشمل رسميًا الأشخاص المصابين بالتوحد. |

## التقييم والتشخيص

### التقدم وطرق التقييم
شُخص التوحد لأول مرة في الصين في عام 1982 من قبل البروفيسور تاو غوتاي من مستشفى نانجينغ برين وقدم الحالة في مجلة صينية. في أواخر الثمانينيات، قدم نتائجه إلى الجمهور العالمي باللغة الإنجليزية.
منذ ذلك الحين، قام المتخصصون الصينيون بترجمة واستخدام العديد من طرق التقييم الدولية. حاليًا، تشمل أكثر طرق التقييم شيوعًا النسخة الصينية من مقياس تقييم التوحد عند الأطفال (CARS)، ومراجعة سلوك التوحد (ABC)، والنسخة الصينية المنقحة من قائمة التحقق الخاصة بالتوحد عند الأطفال (CHAT). تشمل طرق التقييم الأخرى الإصدارات الصينية من الملف الشخصي التربوي النفسي - أو C-PEP (PEP)، وجدول مراقبة تشخيص التوحد (ADOS)، ومقابلة تشخيص التوحد المنقحة (ADI-R).
من الشائع أيضًا أن يقوم الأطباء النفسيون الصينيون بتشخيص الطفل بأنه لديه" ميل التوحد" بدلاً من تشخيصه بشكل مباشر بأنه "مصاب بالتوحد".

### قصور التشخيص
عادةً ما يكون الأطفال المصابون بالتوحد عند الأطفال هم المجموعة الوحيدة التي تُشخص رسميًا. هذا يستثني البالغين المصابين بالتوحد، والذين يعانون من متلازمة أسبرجر، وأولئك الذين يعانون من طيف التوحد الذين يحتاجون إلى دعم أقل. يساهم نقص الأطباء النفسيين المدربين وخدمات التشخيص خارج المدن الكبرى في هذه المشكلة.

## التعليم والتدخل

### مدارس التربية الخاصة
للصين تاريخ في إنشاء مدارس التربية الخاصة منذ أوائل القرن العشرين. ومع ذلك، فإن مدارس التربية الخاصة مصممة بشكل أساسي للطلاب الصم والمكفوفين بدلاً من أولئك الذين يعانون من حالات معرفية وعصبية. لا يزال الأطفال المصابون بالتوحد يواجهون رفضًا متكررًا من مدارس التعليم العام والخاص.

### المؤسسات الخاصة
بسبب القيود المفروضة على مدارس التربية الخاصة في الصين للطلاب المصابين بالتوحد، وصعوبة دمجهم في المدارس العامة، تسعى العديد من العائلات إلى التدخل في التوحد من المنظمات الخاصة. نظرًا لأن هذه العلاجات لا تديرها الدولة، فإنها تكلف مبلغًا كبيرًا من المال. على سبيل المثال، وجدت دراسة أجريت عام 2013 أن 90٪ من العائلات تنفق 7٬000 - 10٬000 ين (1٬092.61 دولارًا أمريكيًا - 1٬560.87 دولارًا أمريكيًا) شهريًا في المتوسط لدعم طفل مصاب بالتوحد. وبشكل أكثر تحديدًا، يكلف حوالي 8٬500 ين ياباني (1٬326.99 دولارًا أمريكيًا) في بكين و6٬790 ين ياباني (1٬060.03 دولارًا أمريكيًا) في تشينغداو شهريًا. أفاد حوالي 30٪ من الآباء أنهم لا يستطيعون تحمل هذا القدر من العبء المالي لفترة طويلة.

## المنظمات التطوعية ودعم المجتمع

### نجوم بكين والمطر
مؤسسة نجوم بكين والمطر هي أول منظمة غير حكومية تأسست للتوحد في الصين. تأسست في عام 1993. تدير المؤسسة برامج تدريبية لكل من الآباء والأطفال، وتركز بشكل عام على تحليل السلوك التطبيقي. تقدم مؤسسة نجوم بكين والمطر الدعم المهني للإدارات الحكومية ومراكز التدخل المحلية. تتعاون المؤسسة مع العديد من المنظمات مثل One Foundation للأعمال الخيرية.
في عام 2012، نشرت Beijing Stars and Rain أول تقرير عن الدعم الطبي للأطفال الصينيين المصابين بالتوحد بالتعاون مع جامعة بكين للمعلمين. يسلط التقرير الضوء على نقص الدعم المؤسسي وارتفاع تكلفة العلاج. يكشف التقرير أيضًا أن 16.6٪ فقط من الممارسين تلقوا تدريبًا جامعيًا مناسبًا في هذا المجال.

### المنظمات أو الصناديق أو المبادرات الطوعية الأخرى
بدأ برنامج من قبل صندوق مؤسسة الرعاية الاجتماعية الصينية للأطفال المصابين بالتوحد بالتعاون مع جمعية بكين لإعادة تأهيل الأطفال المصابين بالتوحد. يهدف إلى استخدام العلاج بالفن للتدخل والرعاية العاطفية وتعليم المهارات الحياتية للأفراد المصابين بالتوحد. حاليًا، تشتمل دروس الفن على الفنون الجميلة، والغناء، والآلات، والرقص، وزراعة الزهور، والبستنة، وما إلى ذلك.

### دعم المجتمع
يمكن ملاحظة البيع الخيري للأعمال الفنية للأطفال المصابين بالتوحد والحفلات الموسيقية الخيرية في اليوم العالمي للتوعية بالتوحد في معظم المدن الرئيسية في جميع أنحاء الصين وما فوقها. وذلك بالتعاون مع مراكز إعادة التأهيل والشركات والمدارس. في كثير من الأحيان، يتفاعل أعضاء هذه المؤسسات مع الأفراد المصابين بالتوحد أو ببساطة يظلون مثل الجمهور. غالبًا ما تكون هذه الأحداث مصحوبة بكتيبات أو شعارات توعوية وتحظى باهتمام إعلامي كبير.

## الإعلام

### الأفلام
- أطفال النجوم: فيلم وثائقي عن حياة الأطفال المصابين بالتوحد في الصين.
  - في عام 2012، أنشأ Beijing Stars and Rain حملة لجمع التبرعات استنادًا إلى الفيلم. وذلك بالتعاون مع One Foundation.[18]

### الأغاني
- أمهات النجوم أغنية لهوازي.[19]